# Graustrom
Der Begriff Graustrom, teilweise auch als Egalstrom bezeichnet, bezeichnet im Stromhandel gehandelte elektrische Energie unbekannter Herkunft. Graustrom kann sowohl Energie aus fossilen Energieträgern oder Atomkraftwerken als auch Strom aus erneuerbaren Energiequellen enthalten.

## Verhältnis zu Ökostrom
Der Begriff Graustrom wird, teilweise mit negativer Konnotation, auch zur Abgrenzung gegenüber „Ökostrom“  verwendet – und soll Kunden zu einem Stromanbieterwechsel motivieren. Diese Abgrenzung ist jedoch unscharf, weil im Graustrom auch Ökostrom enthalten ist (in Deutschland etwa ein Viertel) und im Strommix von Ökostrom-Anbietern auch Graustrom enthalten sein kann. So wurde von Greenpeace Energy bis 2007 Strom aus erdgasbetriebenen Blockheizkraftwerken eingespeist, und Lichtblick kaufte offiziell Graustrom an der Börse.

## Situation in Deutschland

### Zusammensetzung des Graustroms
Bei an der Strombörse gekauftem Strom kann zur Schätzung der Zusammensetzung der im jeweiligen Zeitraum eingespeiste Strom angesetzt werden. Es kann auch die Bruttostromerzeugung herangezogen werden.

### Graustrom in Stromprodukten
Zur Stromkennzeichnung laut Energiewirtschaftsgesetz EnWG § 42 heißt es in Absatz 4: „Bei Strommengen, die nicht eindeutig erzeugungsseitig einem der in Absatz 1 Nummer 1 genannten Energieträger zugeordnet werden können, ist der ENTSO-E-Energieträgermix für Deutschland unter Abzug der nach Absatz 5 Nummer 1 und 2 auszuweisenden Anteile an Strom aus erneuerbaren Energien zu Grunde zu legen.“
Dieser Deutschland-Mix wird vom BDEW bis zum 15. August eines Jahres veröffentlicht.
Ökoanbieter können ihren Strombedarf auf Basis der Vortagsprognose gänzlich durch Ökostrom decken. Die unprognostizierte Abweichung der tatsächlichen Last von der Beschaffung auf Basis der letzten Prognose wird jedoch durch den Übertragungsnetzbetreiber durch Regelenergie ausgeglichen und dem Lieferanten dann als Ausgleichsenergie in Rechnung gestellt.  Auf die Qualität der Regelenergie hat der Lieferant keinen Einfluss. Sie stellt also einen „unvermeidbaren Graustromanteil“ dar.
Einige Ökoanbieter sind weiterhin an der Börse tätig, um dort die Abweichungen der Vortagsprognose von der langfristigen Beschaffung glattzustellen. Dort wird Strom ausschließlich ohne Berücksichtigung seiner Herkunft gehandelt. Bei diesem Ausgleich von Tagesdifferenzen handelt es sich um Käufe und Verkäufe, die sich netto nicht zu großen Anteilen der Beschaffung addieren, die jedoch dennoch einen Graustromanteil darstellen.
In Deutschland gilt somit, dass in Ökostromprodukten immer Graustrom enthalten ist. Dieser Sachverhalt wird auch als „unvermeidbarer Graustromanteil“ bezeichnet.